# La Dernière Tentation du Christ (film)
Ne doit pas être confondu avec La Première Tentation du Christ ou La Passion du Christ.
Cet article concerne le film de Martin Scorsese. Pour le roman homonyme, voir La Dernière Tentation du Christ.
Pour plus de détails, voir Fiche technique et Distribution.
La Dernière Tentation du Christ (The Last Temptation of Christ) est un film américano-canadien réalisé par Martin Scorsese et sorti en 1988. Il s'agit d'une adaptation du roman La Dernière Tentation de Níkos Kazantzákis, publié en 1955. La musique est signée Peter Gabriel et a été publiée en 1989 sous le titre Passion.
Le film provoque de vives réactions à sa sortie avec notamment deux attentats en France (au cinéma Saint-Michel et au Building). La presse spécialisée accueille cependant bien le film. Les résultats au box-office sont également positifs. Le film obtient plusieurs distinctions dont une nomination à l'Oscar du meilleur réalisateur.

## Synopsis
Comme tous les hommes, Jésus vit dans le péché et dans la peur. Il veut vivre la vie d'un homme normal et désire Marie Madeleine. Mais Dieu l'a choisi pour être le Messie, pour être le Sauveur de l'humanité. Après avoir découvert sa vraie nature lors d'un voyage dans le désert, il commence à prêcher la bonne parole et à accomplir des miracles. Il compte de plus en plus de disciples et s'oppose aux prêtres juifs.
Jésus comprend finalement que Dieu veut qu'il soit crucifié pour expier les péchés du Monde. Il demande donc à Judas de le dénoncer aux Romains et est crucifié. Alors que le Christ s'apprête à mourir, une nouvelle partie de son voyage commence lorsqu'il est soumis à une ultime tentation par Satan, celle de vivre la vie d'un homme ordinaire, marié, avec des enfants.

## Fiche technique
- Titre original : The Last Temptation of Christ
- Titre français : La Dernière Tentation du Christ
- Réalisation : Martin Scorsese
- Scénario : Paul Schrader, d'après le roman La Dernière Tentation (Ο τελευταίος πειρασμός) de Níkos Kazantzákis
- Musique : Peter Gabriel
- Photographie : Michael Ballhaus
- Montage : Thelma Schoonmaker
- Décors : John Beard
- Costumes : Jean-Pierre Delifer
- Direction artistique : Andrew Sanders
- Production : Barbara De Fina
  - Production déléguée : Harry J. Ufland
- Société de distribution : Universal Pictures
- Budget : 7 millions de dollars
- Pays de production :  États-Unis et  Canada
- Langue originale : anglais
- Format : couleurs - 1,85:1 - Dolby - 35 mm
- Genres : drame
- Durée : 164 minutes
- Dates de sortie :
  - États-Unis : 12 août 1988
  - France : 28 septembre 1988
- Classification[1] :
  - États-Unis : R
  - Canada : R
  - France : tous publics[2]

## Distribution
- Willem Dafoe (VF : Dominique Collignon-Maurin) : Jésus
- Harvey Keitel (VF : Bernard-Pierre Donnadieu) : Judas
- Barbara Hershey (VF : Elisabeth Wiener) : Marie Madeleine
- Andre Gregory (VF : Hervé Bellon) : Jean le Baptiste
- Leo Marx (VF : Henri Virlojeux) : Satan
- Paul Greco (en) : Zélotes
- Steve Shill : un centurion
- Verna Bloom : Marie (mère de Jésus)
- Roberts Blossom : Le maître âgé
- Barry Miller (VF : Bernard Brieux) : Jerobeam
- Gary Basaraba (VF : Vincent Grass) : André
- Irvin Kershner (VF : Maurice Chevit) : Zébédée
- Victor Argo (VF : Benoît Allemane) : Pierre
- Alan Rosenberg (VF : Michel Mella) : Thomas l'apôtre
- Michael Been : Jean
- Paul Herman (VF : Jacques Brunet) : Philippe
- John Lurie : James
- Leo Burmester : Nathan
- David Bowie (VF : Pascal Renwick) : Ponce Pilate
- Tomas Arana (VF : Jean-Pierre Dorat) : Lazare
- Juliette Caton (VF : Barbara Tissier) : le prétendu ange gardien de Jésus
- Nehemiah Persoff (VF : Michel Beaune) : Rabbi
- Randy Danson (VF : Michèle Taïeb) : Marie, la sœur de Lazare
- Harry Dean Stanton (VF : Jean-Luc Kayser) : Saul, alias apôtre Paul
  - Voix additionnelles : Guy Chapellier

Source et légende : Version française (VF) sur AlloDoublage

## Production
Le film a été tourné au Maroc du 12 octobre au 22 décembre 1987, dans les régions suivantes :
- Aït-Ben-Haddou, province de Ouarzazate
- Massif de l'Atlas
- Marrakech
- Meknès et Volubilis
- Ouarzazate
- Oumnast

## Musique
La bande originale est composée par Peter Gabriel, ancien chanteur/flûtiste du groupe Genesis.

## Distinctions

### Récompense
- Mostra de Venise 1988 : Prix Bastone Bianco de la critique, partagé avec le film Encore[5]

### Nominations
- Oscars 1989 : meilleur réalisateur pour Martin Scorsese
- Golden Globes 1989 : meilleure musique de film pour Peter Gabriel, meilleure actrice dans un second rôle pour Barbara Hershey
- Razzie Awards 1989 : Pire second rôle masculin pour Harvey Keitel
- Grammy Awards 1990 : meilleur album écrit pour le cinéma ou la télévision pour Passion de Peter Gabriel

## Controverses et polémiques
En 1983, le cinéaste de culture catholique et italienne Martin Scorsese, hanté par le thème de la Passion et la rédemption, envisage de tirer un film du roman La Dernière Tentation du Christ de Níkos Kazantzákis, mais les producteurs de la Paramount refusent de produire le film devant les nombreuses manifestations, pétitions et nuits de prières de protestants américains. Le projet est repris au dernier moment par Universal. Scorsese se tourne alors vers la France pour trouver des fonds complémentaires et est présenté par le jeune producteur Humbert Balsan au ministre de la Culture Jack Lang, qui octroie trois millions de francs au projet. Une des Églises américaines contacte alors ses correspondants français, qui envoient des milliers de lettres de protestation (issues en majorité de la Communauté Évangélique des Sœurs de Marie de Dijon) au ministre et bloquent le standard téléphonique de son ministère pendant une semaine. L'archevêque de Paris Jean-Marie Lustiger proteste personnellement auprès du président François Mitterrand, si bien qu'au mois de mars, Jack Lang annule ses subventions.
Alors que le film est programmé au festival de Venise, le cinéaste Franco Zeffirelli qualifie le film de « pur produit de la chienlit culturelle juive de Los Angeles qui guette la moindre occasion de s'attaquer au monde chrétien ».
Cette version non-dogmatique et anti-biblique de la vie de Jésus est très fermement dénoncée par les autorités religieuses avant même sa sortie.
Le 12 août 1988, la sortie du film aux États-Unis suscite des protestations dans tout le pays.
La sortie du film en France le 28 septembre 1988 déclenche une guérilla à coups de tracts et d'attentats. À Besançon, le 3 octobre, le cinéma Le Building est incendié après la dernière séance.
Le 8 octobre 1988 dans un cinéma de Montparnasse lors de la projection d'un autre film controversé Une affaire de femmes de Claude Chabrol une bombe lacrymogène provoque la mort d'un spectateur cardiaque. À Metz, en raison de la visite du pape Jean-Paul II le 10 octobre 1988, le film est déprogrammé. De nombreuses salles retirent vite le film de l'affiche, les autres sont protégées par la police. Le 19 octobre, il n'est plus visible que dans deux salles parisiennes. Un début d'incendie endommage le Gaumont Opéra. Le 23 octobre 1988, un groupe de catholiques traditionalistes déclenche un incendie dans une salle attenante du cinéma Espace Saint-Michel à Paris pour protester contre la projection du film. Cet attentat fait quatorze blessés dont quatre sévères.
Dans certains pays, comme la Turquie, le Mexique, le Chili, l'Irlande et l'Argentine, le film a été interdit ou censuré pendant plusieurs années. En 2010, le film est toujours interdit aux Philippines et à Singapour.
Le maire d'Arcachon a tenté d'obtenir du tribunal administratif de Bordeaux l'annulation de la projection du film dans sa commune, qui lui a été refusée par un jugement du 12 décembre 1990 en raison de défaut de circonstances locales particulières susceptibles de fonder la mesure d'instruction.